# Мениджър на прозорци
Мениджър на прозорци е системен софтуер, който се грижи за разделянето на екрана на области (прозорци) и разпределянето на тези области между работещите програми. Повечето мениджъри на прозорци имат множество функции — преместване, промяна на размер, затваряне, скриване (минимизиране), разпъване (максимизиране) и др.

## Прозорци
Повечето мениджъри на прозорци разделят прозорците на няколко части:
- Заглавна част — Използва се за извършване на различни задачи върху прозореца. В тази част може да бъде изписано кратко описание на съдържанието на прозореца (заглавие).
- Рамка — Използва се за промяна на размера и като визуален индикатор за граница на прозореца.
- Тяло — В тази част се вмества действителното съдържание на прозореца.

## Най-популярни мениджъри на прозорци
- kwin - мениджърът на прозорци на графичната среда KDE. Поддържа голям набор от графични възможности и настройки.
- metacity - мениджърът на прозорци на графичната среда GNOME.
- xfwm - мениджърът на прозорци на графичната среда Xfce.
- fluxbox – мениджър на прозорци с големи възможности за настройка.
- enlightenment – мениджър на прозорци с големи възможности за настройка.
- twm – прост, олекотен мениджър на прозорци.
- window-maker